# Marixa
María Luisa Fernández Casielles, dite Marixa, est une artiste peintre et une poétesse espagnole née le 17 juin 1914 à Oviedo et morte le 5 mars 1995 à Bayonne. 
C'est une des premières femmes espagnoles à être reconnue en tant qu'artiste peintre professionnelle. C'est également une figure emblématique de la vie culturelle au Pays basque de la seconde moitié du XXe siècle[réf. nécessaire].

## Biographie
María Luisa Fernández Casielles, Marixa de son nom d'artiste, reçoit sa formation intellectuelle et artistique de son oncle Baldomero Fernández Casielles, compositeur, peintre et écrivain asturien,. D'abord tentée par l'écriture poétique, elle se consacre essentiellement à la peinture. En 1933, elle fait sa première exposition de dessins et de caricatures à l'Ateneo de Oviedo. Dans un contexte de guerre civile espagnole, elle s'engage en 1936 comme infirmière volontaire du front républicain et mène une activité de caricaturiste pour des journaux républicains. L'année suivante, en raison de la situation politique et économique du pays, elle est forcée de s'exiler en France à Bayonne où elle fréquente poètes et artistes exilés. En 1938, Vincent Scotto la présente à Francis Carco, Marcel Pagnol et Marlene Dietrich. Elle fréquente les studios de cinéma et dessine pour Lanvin et Hermès. En 1941, elle retourne en Espagne en raison de la Seconde Guerre mondiale, où elle trouve du travail dans un atelier de céramique à Gijón. Son engagement côté républicain lui vaut d'être emprisonnée à deux reprises. En 1948, elle expose au salon des surindépendants et dans la galerie de Madeleine Horts aux côtés de Fernand Léger, Pablo Picasso, Maurice Utrillo, Henri Matisse, Raoul Dufy et Kees van Dongen. En 1953, elle réalise un décor pour le ballet Le Lac des cygnes organisé par le Marquis de Cuevas à Chiberta. Elle est remarquée en 1955 par Jean Cassou, conservateur en chef du Musée d'Art Moderne de Paris, qui lui achète une toile pour les collections de l'État à l'occasion d'une exposition particulière à la galerie Barbizon à Paris. Sa carrière est lancée. Marixa fait partie des artistes dits de la Nouvelle École de Paris. Elle expose régulièrement en Espagne, en France, en Suisse et en Allemagne. Elle vit entre Bayonne et Ujué. En parallèle à ses différentes expositions, elle s'implique activement dans la vie culturelle du Pays basque, notamment pour faire connaître de jeunes artistes. En 1960, elle crée ainsi avec Paul Rambié le groupe Le Grenier d'Ustaritz. Ses œuvres sont actuellement présentes dans de nombreux musées et collections particulières en Europe, aux États-Unis et au Japon. Elle est la tante de l'organiste, musicologue, Marie-Bernadette Dufourcet.

## Style
Marixa s'exprime dans un style figuratif au caractère lyrique et poétique. Ses thèmes de prédilection sont les paysages de Navarre et de Castille, les paysages urbains, les marines et scènes portuaires, les natures mortes, les vases, les personnages littéraires ou populaires, des scènes nostalgiques liées à son enfance et d'autres encore inspirées de sa foi catholique. Marixa utilise différentes techniques picturales: dessin, gravure, huile, gouache, aquarelle, encre, fresque murale. Elle signe ses œuvres Marixa ou plus rarement Marisa.

## Distinctions
- Officier des Palmes Académiques à titre étranger, 1956
- Membre du Real Instituto de Estudios Asturianos (RIDEA), Oviedo, 1964
- Hommage à Marixa, Concours national de peinture, Luarca, 1975

## Liste des expositions[5]

### Expositions particulières
- 1933 : Oviedo, Salle Ateneo
- 1937 : Biarritz
- 1943 : Oviedo, Salle Educación y Descanso
- 1944 et 1957 : Gijón, Real Instituto de Jovellanos
- 1949 et 1950 : Bayonne, Galerie Page
- 1953 et 1956 : Bayonne, Galerie Page
- 1954 : Biarritz, Galerie Henri IV
- 1955 : Bayonne, Hommage à Federico García Lorca
- 1955 et 1960 : Paris, Galerie Barbizon
- 1956 et 1958 : Gijón, Hommage à Federico García Lorca ; Pau, Galerie Cazalis
- 1957 : Oviedo, Université, Hommage à Juan Ramón Jiménez
- 1958 et 1961 : Gijón , salle Stella ; Saint-Sébastien, Galerie Aranaz ; Bilbao, Galerie Arthogar ; Oviedo, Caisse d'Epargne
- 1958 à 1962 : Bayonne, Galerie Page
- 1959 : Biarritz, Galerie Riquelme
- 1962 : Munich, Galerie Schumacher ; Bayonne, Galerie Page
- 1962 et 1963 : Genève, Galerie Saint-Germain
- 1963 : Berne, Galerie Dobiaschofsky ; New York, Galerie Zegri
- 1963 et 1964 : Ann Arbor, Michigan
- 1964 à 1966 : Neuchâtel, Musée des Beaux-Arts ; Berne, Galerie Münster
- 1964 et 1966 : Berne, Galerie Trudy Hofmann
- 1965 : Paris, Galerie Palette Bleue ; Genève, Galerie Badan ; Ludwigsburg, Galerie Voelter
- 1965 et 1966 : Neuchâtel, Musée d'Art et d'Histoire
- 1966 : Biarritz, Galerie Sud-Ouest
- 1968 : Berne, Galerie Münster
- 1968 et 1969 : Bayonne, Galerie Sud-Ouest
- 1969 : Neuchâtel, Musée d'art et d'histoire de Neuchâtel
- 1970 et 1974 : Berne, Galerie Münster
- 1971 : Bayonne, Galerie Sud-Ouest ; Ludwigsburg, Galerie Voelter
- 1971 et 1973 : Biarritz, Galerie Sud-Ouest
- 1972 : Berne, Galerie Münster
- 1973 : Gijón, Galerie Marqués Uranga ; Oviedo, Galerie Tassili
- 1974 : Bilbao, Galerie Marqués Uranga ; Paris, Galerie Madeleine Horst
- 1974 et 1976 : Berne, Galerie Münster
- 1975 : Madrid, Galerie de Luis ; Galerie Balboa
- 1976 et 1979 : Gijón, Galerie Vicent
- 1979 : Avilés, Galerie Amaga
- 1980 : Gijón, Galerie des Beaux-Arts
- 1980 et 1982 : Oviedo, Galerie Nogal
- 1981 et 1985 : Avilés, Galerie Amaga
- 1982 et 1985 : Gijón, Galerie Tioda
- 1984 et 1985 : Anglet, Galerie Page
- 1985 : Berne, Galerie Dobiaschofsky ; Gijón, Musée des Beaux-Arts
- 1986 : Salamanque, Galerie Winker ; Oviedo, Galerie Nogal
- 1987 : León, Salle d'exposition Bernesga ; Gijón, Salle d'exposition Durero
- 1987 et 1988 : Valladolid, Galerie Rafael
- 1989 : Oviedo, Galerie Nogal
- 1996 : Bayonne, Musée Bonnat ; Anglet, Galerie Georges-Pompidou

### Expositions de groupes
- 1948 : Paris, Salon des surindépendants ; Bayonne, Exposition d'Art Sacré ; Bayonne, Salon de l'Union Bayonnaise des Arts ; Saint-Sébastien, 1er Salon des artistes français ; Paris, Salon d'hiver ; Nantes, Les Amis de l'Art
- 1949 : Bayonne, Galerie Page, Salon d'Art Taurin
- 1949 à 1952 : Salon des Femmes Peintres
- 1950 : Bayonne, Maison des Œuvres
- 1950 et 1954 : Paris, Galerie Madeleine Horst
- 1951 : Anglet, Les Saltimbanques (atelier Lesquibe)
- 1952 : Bolzano, Biennale; Bayonne, Mairie, L'Espagne de Montherlant
- 1953 : Menton, Biennale; Bayonne, Galerie Page
- 1954 : Sarrebruck, Musée de la Sarre; Paris, Salon des Femmes Peintres ; Paris, Galerie Madeleine Horst ; Biarritz, Galerie Henri IV, La danse
- 1956 : Bilbao, Salon des Aquarellistes Basques; Bordeaux, Salon Art et Médecine ; Paris, Salon des Femmes Peintres ; Paris, Galerie Duncan
- 1957 : Gijón, Mairie
- 1958 : Bordeaux, Galerie Ami des Lettres ; Pau, Galerie Cazalis
- 1960 : Brest, Galerie Saluden, Nouvelle École de Paris ; Ustaritz, Le Grenier d'Ustaritz (première exposition) ; Paris, Galerie Prestige des Arts ; Paris, Galerie Riquelme ; Londres, Galerie Grabowsky ; Bayonne, Galerie Page, Le Grenier d'Ustaritz ; Pampelune, 1er Salon Pampelune-Bayonne ; Bayonne, Salon de l'Union Bayonnaise des Arts ; Genève, Galerie Saint-Germain, Paris, Galerie Boissière
- 1961 : Bayonne, Expressions 61; Bayonne, Salon de l'Union Bayonnaise des Arts ; Aviles, Oviedo, Gijón, Ustaritz, Le Grenier d'Ustaritz ; Tarbes, Galerie Dubernet, Le Grenier d'Ustaritz ; Bayonne, Galerie Page, Le Grenier d'Ustaritz, Pampelune, Salon Pampelune-Bayonne II
- 1962 : Bayonne, Expressions 62
- 1963 : Bayonne, Expressions 63
- 1963 à 1965 : Urrugne, Le Grenier d'Ustaritz
- 1964 : Anglet, Mairie ; Bayonne, Expressions 64 ; Bayonne, Biennale Internationale de l'Union Bayonnaise des Arts
- 1965 : Berne, Galerie Münster ; Bayonne, Expressions 65
- 1966 : Anglet, Syndicat d'Initiative ; Biarritz, Galerie de l'Hôtel de Ville ; Bayonne, Expressions 66 ; Bayonne, Salon de l'Union Bayonnaise des Arts ; Campo-les-Bains, Orangerie du Château d'Arnaga, Massachusetts, Université
- 1967 : Mont-de-Marsan, Pavillon des Arts ; Bayonne, Salon de l'Union Bayonnaise des Arts ; Bayonne, Expressions 67
- 1967 à 1986 : Anglet, Galerie Page, Salon de Pâques
- 1968 : Bayonne, Galerie Forcade ; Bordeaux, L'Ami des Lettres ; Bayonne, Expressions 68 ; Saint-Jean-de-Luz, Galerie Darroquy ; Saint-Jean-de-Lyz, Le Grenier à la Maison de l'Infante
- 1969 : Anglet, Country-Club de Chiberta ; Bayonne, Expressions 69 ; Neuchâtel, Galerie les Amis des Arts
- 1970 : Biarritz, Cité administrative ; Bayonne, Expressions 70 ; Bayonne, Salon de l'Union Bayonnaise des Arts; Anglet, Mairie, Art sacré d'hier et d'aujourd'hui ; Arcangues, Le Grenier au Théâtre de la Nature
- 1971 : Boucau, Salon des Amis des Arts
- 1972 : Bayonne, Hôtel de ville, Vingt artistes de la Côte-Basque
- 1972 et 1973 : Bayonne, Art, Culture, Maison
- 1973 : Bayonne, Expressions 73 ; Bilbao, Galerie Balboa
- 1974 : Bayonne, Salon des Artistes du Pays basque
- 1975 : Bayonne, Expressions 75 ; Bayonne, Hôtel Agora ; Luarca, VIe Salon de Peinture, Hommage à Marixa
- 1976 : Bayonne, Salon de l'Union Bayonnaise des Arts
- 1979 : Bayonne, L'Art dans la rue
- 1980 : Anglet, Galerie Page, Les Vingt ans du Grenier
- 1983 : Anglet, Patio de la Mairie, Vingt Peintres à Anglet
- 1983 et 1993 : Anglet, Galerie Page, Les Petits Formats'
- 1994 : Biarritz, Galerie Page

## Principales illustrations
- Henry de Montherlant, Le Maître de Santiago
- Federico García Lorca, Romancero gitano
- Juan Ramón Jiménez, Platero y yo
- Anne Barrault Rheims, Améthyste
- Leopoldo Alas Clarín, Adiós Cordera!
- Geneviève Courtade-Coulomb, Bases mathématiques pour l'économie et la gestion

## Acquisitions officielles

### En France
- Paris, Musée d'Art Moderne de la Ville, 1955
- Pau, Préfecture, 1955
- Bordeaux, Préfecture, 1961
- Bayonne, Sous-Préfecture, Mairie, 1976
- Anglet, Mairie, 1993

### Aux États-Unis
- Amherst, Université du Massachusetts, 1965

### En Suisse
- Berne, Kunstmuseum, 1963
- Neuchâtel, Musée d'Art et d'Histoire, 1970

### En Espagne
- Saint-Sébastien, Musée San Telmo, 1956
- Oviedo, Université, 1957
- Oviedo, Mairie, 1957
- Oviedo, Museo provincial, 1957
- Oviedo, Conservatoire, 1957
- Gijón, Musée Jovellanos, 1973
- Oviedo, Gobierno civil, 1975
- Victoria, Museo provincial, 1975
- Victoria, Diputación provincial, 1980